# Fairplay (Spielezeitschrift)
Die Fairplay ist eine vierteljährlich erscheinende Publikumszeitschrift für Brett- und Kartenspiele. Neben Spielekritiken zu neu erschienenen Spielen enthält sie Messeberichte, Neuigkeiten für Spieler und Sammler, Serien, Porträts, Interviews und Tipps zu bekannten Spielen. Das Hobbyspieler-Fachblatt erscheint seit 1987 im Fairplay Verlag Bielefeld.

## Verlagsgeschichte
Die erste Ausgabe erschien im Herbst 1987 im Fairplay Verlag, Bielefeld. Der Heftpreis betrug 5 DM, Herausgeber und Chefredakteur waren damals Rolf Schulte bzw. Herbert Heller. Die Gründungsredaktion bestand aus Rolf Schulte, Herbert Heller, Andreas Mutschke, Ralf Kahlert, Thomas Hülsiggensen und Jutta Pfafferodt.
Die Redaktion besteht seit 2021 aus Rolf Schulte, Wolfgang Friebe, Astrid Diesen, Benjamin Bestier und Marcus Eibrink-Lunzenauer. Feste Mitarbeiter sind Hendrik Breuer, Arne Claussen, L.U. Dikus, Jan Drewitz, Hendrik J. Ehlert, Arne Hoffmann, Lasse Goldschmidt, Peter Neugebauer, Matthias Busse, Franz-Josef Schulte und Sabine Wiele.

## Rubriken
à la carte
Seit der ersten Ausgabe gibt es die Rubrik „à la carte“. Hier gibt es Kurzkritiken über Kartenspiele.
ausSCHACHtungen
Eine ständige Rubrik in der Fairplay sind die „ausSCHACHtungen“. Hier stellt der Redakteur L.U.Dikus ca. alle zwei Ausgaben Schachvarianten vor.
Preisrätsel
In jeder Ausgabe findet sich die Rubrik „Preisrätsel“, in der Franjo Schulte verzwickte Rätsel beschreibt und stellt.

## À-la-carte-Kartenspielpreis
Das Fairplay Magazin verleiht seit 1991 jährlich den À-la-carte-Kartenspielpreis für das beste Kartenspiel eines Jahres. Eine etwa 35-köpfige Expertenjury entscheidet über die Preisträger. Wählbar sind die Kartenspiele des aktuellen Jahrgangs, der jeweils von Mitte des Vorjahres bis zur Mitte des aktuellen Jahres reicht. Der undotierte Preis wird auf der SPIEL – den Internationalen Spieltagen – in der Messe Essen übergeben.

## Scoutaktion
Die Scoutaktion ist ein Voting während der SPIEL in Essen, das die Fairplay seit 1999 veranstaltet. Hier können Messebesucher, die Neuerscheinungen des Jahrgangs bewerten, bereits auf der Messe erste Noten zu den neuen Spielen des Jahrgangs vergeben. Die Fairplay veröffentlicht die Zwischenergebnisse während der SPIEL am Messestand sowie im Internet. Das Voting wird als ein zuverlässiger Indikator für die besten Spiele des Jahres betrachtet.